# آرون هيريرا
آرون هيريرا (بالإنجليزية: Aaron Herrera)‏ (6 يونيو 1997 بلاس كروسيس في الولايات المتحدة - ) هو لاعب كرة قدم أمريكي في مركز الدفاع. لعب مع ريال سالت ليك.

## وصلات خارجية
- آرون هيريرا على موقع الاتحاد الدولي (مؤرشف)  (الإنجليزية)
- آرون هيريرا على موقع الدوري الأمريكي (الإنجليزية)
- آرون هيريرا على موقع قاعدة بيانات كرة القدم.إي يو (الإنجليزية)
- آرون هيريرا على موقع ناشيونال فوتبول تيمز (الإنجليزية)
- آرون هيريرا على موقع Soccerbase.com (لاعب) (الإنجليزية)
- آرون هيريرا على موقع Soccerway.com (الإنجليزية)
- آرون هيريرا على موقع عالم كرة القدم.نت (الإنجليزية)